# Might and Magic III: Isles of Terra
Might and Magic III: Isles of Terra je počítačová hra žánru RPG ze série Might and Magic z dílny společnosti New World Computing.
Poté, co Sheltem znovu uprchl z Corakových spárů, podařilo se mu přistát se šesti biosférami ze známé vesmírné stanice na planetě jménem Terra; jednotlivé části těchto biosfér, které pronikly na povrch ohromného oceánu jsou známy jako „Ostrovy“. Na konci tohoto dílu Sheltem uniká zpět na mateřskou stanici, samozřejmě s Corakem a hráčem samotným v patách.